# Suimanga del Congo
El suimanga del Congo (Cinnyris congensis) és un ocell de la família dels nectarínids (Nectariniidae).

## Hàbitat i distribució
Habita la vegetació de ribera de les vores de l’alt riu Congo, al nord-oest i nord-est de la República Democràtica del Congo i Congo.